# Grand Prix Wielkiej Brytanii 1964

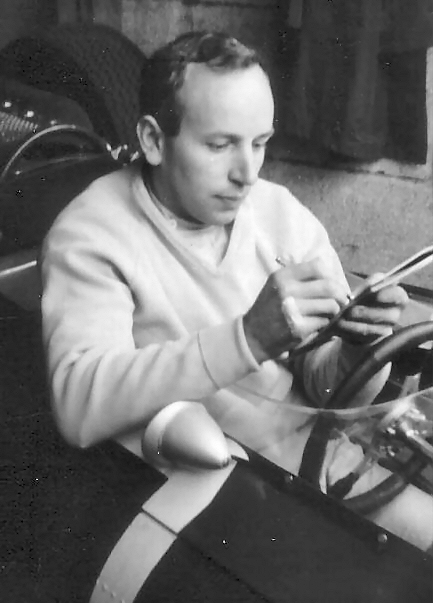
John Surtees podczas Grand Prix Wielkiej Brytanii 1964

Grand Prix Wielkiej Brytanii 1964 (oryg. RAC British Grand Prix), Grand Prix Europy 1964 – 5. runda Mistrzostw Świata Formuły 1 w sezonie 1964, która odbyła się 11 lipca 1964, po raz 1. na torze Brands Hatch.
17. Grand Prix Wielkiej Brytanii, 15. zaliczane do Mistrzostw Świata Formuły 1.

## Wyniki

### Kwalifikacje
Źródło: statsf1.com
| P                       | Nr | Kierowca            | Konstruktor(-silnik) | Opony | Czas   | Odstęp | Strata | Poz.s. |
| ----------------------- | -- | ------------------- | -------------------- | ----- | ------ | ------ | ------ | ------ |
| 1                       | 1  | Jim Clark           | Lotus-Climax         | D     | 1:38,1 | –      | –      | 1      |
| 2                       | 3  | Graham Hill         | BRM                  | D     | 1:38,3 | +0,2   | +0,2   | 2      |
| 3                       | 6  | Dan Gurney          | Brabham-Climax       | D     | 1:38,4 | +0,1   | +0,3   | 3      |
| 4                       | 5  | Jack Brabham        | Brabham-Climax       | D     | 1:38,5 | +0,1   | +0,4   | 4      |
| 5                       | 7  | John Surtees        | Ferrari              | D     | 1:38,7 | +0,2   | +0,6   | 5      |
| 6                       | 9  | Bruce McLaren       | Cooper-Climax        | D     | 1:39,6 | +0,9   | +1,5   | 6      |
| 7                       | 19 | Bob Anderson        | Brabham-Climax       | D     | 1:39,8 | +0,2   | +1,7   | 7      |
| 8                       | 8  | Lorenzo Bandini     | Ferrari              | D     | 1:40,2 | +0,4   | +2,1   | 8      |
| 9                       | 16 | Jo Bonnier          | Brabham-BRM          | D     | 1:40,2 | +0,0   | +2,1   | 9      |
| 10                      | 11 | Innes Ireland       | BRP-BRM              | D     | 1:40,8 | +0,6   | +2,7   | 10     |
| 11                      | 15 | Chris Amon          | Lotus-BRM            | D     | 1:41,2 | +0,4   | +3,1   | 11     |
| 12                      | 14 | Mike Hailwood       | Lotus-BRM            | D     | 1:41,4 | +0,2   | +3,3   | 12     |
| 13                      | 2  | Mike Spence         | Lotus-Climax         | D     | 1:41,4 | +0,0   | +3,3   | 13     |
| 14                      | 4  | Richie Ginther      | BRM                  | D     | 1:41,6 | +0,2   | +3,5   | 14     |
| 15                      | 21 | Richard Attwood     | BRM                  | D     | 1:42,2 | +0,6   | +4,1   | NW     |
| 16                      | 10 | Phil Hill           | Cooper-Climax        | D     | 1:42,6 | +0,4   | +4,5   | 15     |
| 17                      | 20 | Jo Siffert          | Brabham-BRM          | D     | 1:42,8 | +0,2   | +4,7   | 16     |
| 18                      | 23 | Ian Raby            | Brabham-BRM          | D     | 1:42,8 | +0,0   | +4,7   | 17     |
| 19                      | 12 | Trevor Taylor       | Lotus-BRM            | D     | 1:42,8 | +0,0   | +4,7   | 18     |
| 20                      | 26 | Frank Gardner       | Brabham-Ford         | D     | 1:43,0 | +0,2   | +4,9   | 19     |
| 21                      | 22 | John Taylor         | Cooper-Ford          | D     | 1:43,2 | +0,2   | +5,1   | 20     |
| 22                      | 18 | Giancarlo Baghetti  | BRM                  | D     | 1:43,4 | +0,2   | +5,3   | 21     |
| 23                      | 24 | Peter Revson        | Lotus-BRM            | D     | 1:43,4 | +0,0   | +5,3   | 22     |
| 24                      | 17 | Tony Maggs          | BRM                  | D     | 1:45,0 | +1,6   | +6,9   | 23     |
| Nie zakwalifikowali się |    |                     |                      |       |        |        |        |        |
| 25                      | 25 | Maurice Trintignant | BRM                  | D     | 1:54,4 | +9,4   | +16,3  | –      |
| P                       | Nr | Kierowca            | Konstruktor(-silnik) | Opony | Czas   | Odstęp | Strata | Poz.s. |

### Wyścig
Źródła: statsf1.com
| P                                                     | + / –     | Nr | Kierowca            | Konstruktor    | Opony | Okr. | Czas / Strata | Komentarz              |
| ----------------------------------------------------- | --------- | -- | ------------------- | -------------- | ----- | ---- | ------------- | ---------------------- |
| 1                                                     | Bez zmian | 1  | Jim Clark           | Lotus-Climax   | D     | 80   | 2:15:07,0     |                        |
| 2                                                     | Bez zmian | 3  | Graham Hill         | BRM            | D     | 80   | +2,8          |                        |
| 3                                                     | 2         | 7  | John Surtees        | Ferrari        | D     | 80   | +1:20,6       |                        |
| 4                                                     | Bez zmian | 5  | Jack Brabham        | Brabham-Climax | D     | 79   | +1 okr.       |                        |
| 5                                                     | 3         | 8  | Lorenzo Bandini     | Ferrari        | D     | 78   | +2 okr.       |                        |
| 6                                                     | 9         | 10 | Phil Hill           | Cooper-Climax  | D     | 78   | +2 okr.       |                        |
| 7                                                     | Bez zmian | 19 | Bob Anderson        | Brabham-Climax | D     | 78   | +2 okr.       |                        |
| 8                                                     | 6         | 4  | Richie Ginther      | BRM            | D     | 77   | +3 okr.       |                        |
| 9                                                     | 4         | 2  | Mike Spence         | Lotus-Climax   | D     | 77   | +3 okr.       |                        |
| 10                                                    | Bez zmian | 11 | Innes Ireland       | BRP-BRM        | D     | 77   | +3 okr.       |                        |
| 11                                                    | 5         | 20 | Jo Siffert          | Brabham-BRM    | D     | 76   | +4 okr.       |                        |
| 12                                                    | 9         | 18 | Giancarlo Baghetti  | BRM            | D     | 76   | +4 okr.       |                        |
| 13                                                    | 10        | 6  | Dan Gurney          | Brabham-Climax | D     | 75   | +5 okr.       |                        |
| 14                                                    | 6         | 22 | John Taylor         | Cooper-Ford    | D     | 56   | +24 okr.      |                        |
| Niesklasyfikowani                                     |           |    |                     |                |       |      |               |                        |
|                                                       |           | 16 | Jo Bonnier          | Brabham-BRM    | D     | 45   | +35 okr.      | hamulce                |
|                                                       |           | 24 | Peter Revson        | Lotus-BRM      | D     | 43   | +37 okr.      | dyferencjał            |
|                                                       |           | 17 | Tony Maggs          | BRM            | D     | 38   | +42 okr.      | tylna oś               |
|                                                       |           | 23 | Ian Raby            | Brabham-BRM    | D     | 37   | +43 okr.      | wypadek                |
|                                                       |           | 12 | Trevor Taylor       | Lotus-BRM      | D     | 23   | +57 okr.      | choroba                |
|                                                       |           | 14 | Mike Hailwood       | Lotus-BRM      | D     | 17   | +63 okr.      | olej                   |
|                                                       |           | 15 | Chris Amon          | Lotus-BRM      | D     | 9    | +71 okr.      | sprzęgło               |
|                                                       |           | 9  | Bruce McLaren       | Cooper-Climax  | D     | 7    | +73 okr.      | skrzynia biegów        |
|                                                       |           | 26 | Frank Gardner       | Brabham-Ford   | D     | 0    | +80 okr.      | wypadek                |
| Niezakwalifikowani                                    |           |    |                     |                |       |      |               |                        |
|                                                       |           | 25 | Maurice Trintignant | BRM            | D     | 0    |               | nie zakwalifikował się |
| Nie wystartowali / niedopuszczeni do ponownego startu |           |    |                     |                |       |      |               |                        |
|                                                       |           | 21 | Richard Attwood     | BRM            | D     | 0    |               | wycofał się            |
|                                                       |           | 2  | Peter Arundell      | Lotus-Climax   | D     | 0    |               | kontuzja               |
| P                                                     | + / –     | Nr | Kierowca            | Konstruktor    | Opony | Okr. | Czas / Strata | Komentarz              |

### Najszybsze okrążenie
Źródło: statsf1.com
| Nr | Kierowca  | Konstruktor  | Czas   | Okr. |
| -- | --------- | ------------ | ------ | ---- |
| 1  | Jim Clark | Lotus-Climax | 1:38,8 | 73   |

### Prowadzenie w wyścigu
Źródło: statsf1.com
| Nr                              | Kierowca  | Konstruktor  | Okrążenia | Suma |
| ------------------------------- | --------- | ------------ | --------- | ---- |
| 1                               | Jim Clark | Lotus-Climax | 1-80      | 80   |
| \| Wykres \| \| ------ \| \| \| |           |              |           |      |
| Wykres                          |           |              |           |      |
|                                 |           |              |           |      |

## Klasyfikacja po wyścigu
Pierwsza szóstka otrzymywała punkty według klucza 9-6-4-3-2-1. Liczone było tylko 6 najlepszych wyścigów danego kierowcy.
Uwzględniono tylko kierowców, którzy zdobyli jakiekolwiek punkty
| P  | +/− | Kierowca        | Starty | Punkty | P1 | P2 | P3 | PP | NO | NS |
| -- | --- | --------------- | ------ | ------ | -- | -- | -- | -- | -- | -- |
| 1  | 0   | Jim Clark       | 5      | 30     | 3  | –  | –  | 3  | 2  | 1  |
| 2  | 0   | Graham Hill     | 5      | 26     | 1  | 2  | –  | –  | 1  | –  |
| 3  | 0   | Richie Ginther  | 5      | 11     | –  | 1  | –  | –  | –  | –  |
| 4  | +2  | Jack Brabham    | 5      | 11     | –  | –  | 2  | –  | 1  | 2  |
| 5  | −1  | Peter Arundell  | 4      | 11     | –  | –  | 2  | –  | –  | –  |
| 6  | −1  | Dan Gurney      | 5      | 10     | 1  | –  | –  | 2  | 1  | 2  |
| 7  | +1  | John Surtees    | 5      | 10     | –  | 1  | 1  | –  | –  | 3  |
| 8  | −1  | Bruce McLaren   | 5      | 7      | –  | 1  | –  | –  | –  | 2  |
| 9  | N   | Lorenzo Bandini | 5      | 2      | –  | –  | –  | –  | –  | 2  |
| 10 | −1  | Jo Bonnier      | 4      | 2      | –  | –  | –  | –  | –  | 2  |
| 11 | −1  | Chris Amon      | 4      | 2      | –  | –  | –  | –  | –  | 2  |
| 12 | −1  | Bob Anderson    | 4      | 1      | –  | –  | –  | –  | –  | –  |
| 13 | N   | Phil Hill       | 5      | 1      | –  | –  | –  | –  | –  | 1  |
| 14 | −2  | Mike Hailwood   | 5      | 1      | –  | –  | –  | –  | –  | 1  |
| P  | +/− | Kierowca        | Starty | Punkty | P1 | P2 | P3 | PP | NO | NS |

### Konstruktorzy
Tylko jeden, najwyżej uplasowany kierowca danego konstruktora, zdobywał dla niego punkty. Również do klasyfikacji zaliczano 6 najlepszych wyników.
| P                 | +/− | Konstruktor     | Starty | Punkty | P1 | P2 | P3 | PP | NO | NS |
| ----------------- | --- | --------------- | ------ | ------ | -- | -- | -- | -- | -- | -- |
| 1                 | 0   | Lotus-Climax    | 10     | 34     | 3  | –  | 2  | 3  | 2  | 1  |
| 2                 | 0   | BRM             | 16     | 27     | 1  | 3  | –  | –  | 1  | 2  |
| 3                 | 0   | Brabham-Climax  | 14     | 17     | 1  | –  | 2  | 2  | 2  | 4  |
| 4                 | +1  | Ferrari         | 10     | 10     | –  | 1  | 1  | –  | –  | 5  |
| 5                 | −1  | Cooper-Climax   | 11     | 10     | –  | 1  | –  | –  | –  | 3  |
| 6                 | 0   | Lotus-BRM       | 12     | 3      | –  | –  | –  | –  | –  | 6  |
| Niesklasyfikowani |     |                 |        |        |    |    |    |    |    |    |
|                   |     | BRP-BRM         | 6      | 0      | –  | –  | –  | –  | –  | 3  |
|                   |     | Brabham-BRM     | 8      | 0      | –  | –  | –  | –  | –  | 5  |
|                   |     | Cooper-Ford     | 1      | 0      | –  | –  | –  | –  | –  | –  |
|                   |     | Scirocco-Climax | 1      | 0      | –  | –  | –  | –  | –  | 1  |
|                   |     | Porsche         | 1      | 0      | –  | –  | –  | –  | –  | 1  |
|                   |     | Brabham-Ford    | 1      | 0      | –  | –  | –  | –  | –  | 1  |
| P                 | +/− | Kierowca        | Starty | Punkty | P1 | P2 | P3 | PP | NO | NS |